# Privatpatient
Privatpatient ist die in Deutschland umgangssprachliche Bezeichnung für einen Patienten, der mit einem Arzt, Psychotherapeuten, Zahnarzt, Krankenhaus, einer Apotheke oder sonstigen Heilberufsangehörigen einen privaten Behandlungsvertrag abschließt. Honorare und Entgelte werden dem Privatpatienten unmittelbar in Rechnung gestellt. Diesem Selbstzahler steht der so genannte „Kassenpatient“ gegenüber, bei dem die gesetzliche Krankenversicherung (GKV) nach dem Sachleistungsprinzip über den Umweg der Kassenärztlichen Vereinigung (KV) oder der Kassenzahnärztlichen Vereinigung dem Arzt, Psychotherapeuten oder Zahnarzt die Leistung nach schwankendem Punktwert vergütet oder eine Pauschale bezahlt.
Die Patienten sind freiwillig bzw. bei einer Privaten Krankenversicherung (PKV) versichert oder haben eine Zusatzversicherung für bestimmte Leistungen abgeschlossen.

## Rechtliche Voraussetzungen
Seit dem 1. Januar 2009 besteht Allgemeine Krankenversicherungspflicht, wonach eine Krankenversicherung nicht mehr freiwillig abzuschließen ist, sondern per Gesetz obligatorischen Charakter erhält.

### "Echte Selbstzahler"
Umgangssprachlich werden privat Krankenversicherte auch als Selbstzahler bezeichnet, wie auch hier im nachfolgenden Text, da sie mit der Rechnungsbezahlung zu Gunsten ihrer Krankenkasse meistens zunächst in Vorleistung gehen. Allerdings bekommen sie die Kosten von ihrer privaten Krankenkasse danach i.d.R ganz bzw. unter gewissen  Umständen zumindest größtenteils/teilweise im Nachhinein erstattet.
Daneben gibt es trotz der obligatorischen Krankenversicherungspflicht in Deutschland auch "echte Selbstzahler", wenn diese Patienten über keine Krankenversicherung verfügen und auch nicht über andere Personen mitversichert sind, wie bei der Familienversicherung. Das gilt auch zum Teil für Patienten, die ihren Wohnsitz außerhalb der EU haben und sich in Deutschland im Krankenhaus behandeln lassen wollen.   "Echte Selbstzahler" müssen zum Beispiel zu Beginn eines Krankenhausaufenthalts als Sicherheitsleistung zumeist eine Vorauszahlung auf die zu erwartende spätere Rechnung an das Krankenhaus zahlen.

### Möglichkeiten für gesetzlich versicherte Personen
Mit der Änderung in § 13 SGB V wurde eine Möglichkeit geschaffen, auch Mitgliedern von Krankenkassen eine Behandlung mit teilweiser bis vollständiger Kostenerstattung zu ermöglichen. Hierzu stellt der Kassenpatient vom Sachleistungsprinzip auf Kostenerstattung um. Der grundsätzliche Aufbau und Ablauf gleicht dann auch in der GKV dem der PKV, mit einer Rechnungslegung entsprechend eines Privatpatienten. Jedoch bleiben Leistungen, die als Sachleistung nicht hätten erbracht werden dürfen, von der Erstattung ausgeschlossen. Auch die Höhe der Erstattung ist nur mit der des Basistarifs vergleichbar, wenn sie nicht von einem Wahltarif zur erweiterten Kostenerstattung abgedeckt ist. Wird die Leistung hingegen von einem solchen Wahltarif erfasst, so gleicht die Höhe der Erstattung üblicherweise der eines gewöhnlichen PKV-Tarifs.

### Längere Wartezeiten für gesetzlich Versicherte
Eine Studie des RWI – Leibniz-Institut für Wirtschaftsforschung und der Cornell University bestätigte den Verdacht, dass gesetzlich Versicherte deutlich länger auf einen Facharzttermin warten müssen. Im Rahmen eines Feldexperiments fragte eine Testperson Termine bei knapp 1000 Facharztpraxen in ganz Deutschland an: Die Praxen boten den Privatversicherten mit einer statistisch signifikant höheren Wahrscheinlichkeit einen Termin an. Wenn ein Termin angeboten wurde, mussten gesetzlich Versicherte im Durchschnitt mehr als doppelt so lang darauf warten wie Privatpatienten.

## Honorierung
Das Honorar regelt sich nach der Gebührenordnung für Ärzte (GOÄ), der Gebührenordnung für Psychotherapeuten (GOP) bzw. der Gebührenordnung für Zahnärzte (GOZ). Das Honorar errechnet sich aus der Multiplikation einer Bewertungszahl mit dem gültigen Punktwert und einem Steigerungsfaktor, der sich zwischen dem einfachen und dreieinhalbfachen Satz bewegt. Letzterer wird bestimmt nach „Schwierigkeit, Zeitaufwand und besonderen Umständen“ (§ 5 Abs. 1 GOZ). Bei Überschreitung des 2,3-fachen Satzes ist eine Begründung anzugeben. Die Begründung kann in einem laufenden Gerichtsverfahren zur Überprüfung des Bemessungsfaktors bis zum Schluss der letzten mündlichen Verhandlung erfolgen. Eine Überschreitung des 3,5-fachen Satzes setzt eine vorangegangene Honorarvereinbarung voraus. Nachdem der Privatpatient die Rechnung bei seiner Versicherung eingereicht hat, bekommt er die tarifvertraglich vereinbarten Kostenanteile erstattet. Analog bezahlt der Privatpatient die verordneten Medikamente in der Apotheke und reicht anschließend das Rezept zur Erstattung ein.

## Kostenerstattung
Private Krankenversicherungen arbeiten nach dem Kostenerstattungsprinzip. Der Patient lässt sich seine erstattungsfähigen Kosten im nächsten Schritt durch die Krankenversicherung begleichen.
Falls die Behandlung vom Leistungskatalog der gesetzlichen Krankenversicherung erfasst ist, bezahlt die private Krankenversicherung erst nach Anerkennung und Kostenaufstellung der gesetzlichen Krankenversicherung. Im Falle einer alternativen Behandlungsmethode, welche nicht vom Leistungskatalog der gesetzlichen Krankenversicherung umfasst ist, bezahlen auch manche privaten Krankenversicherung.

### Ambulante Behandlung
In der Regel gewähren Ärzte und Psychotherapeuten dem Patienten eine Zahlungsfrist von bis zu vier Wochen. Viele Versicherungsgesellschaften überweisen dem Versicherten die Versicherungsleistung innerhalb von 14 Tagen. Infolgedessen braucht er oft nicht in Vorleistung zu treten. Medikamente und Hilfsmittel (z. B. Brillen oder Hörgeräte) müssen zunächst aus eigener Tasche gezahlt werden. Die Rechnung wird anschließend bei der Versicherung eingereicht.

### Stationäre Behandlungen
Krankenhausverwaltungen senden Rechnungen für eine stationäre Unterbringung teilweise direkt an die Krankenversicherung, welche den Rechnungsbetrag unmittelbar an das betreffende Krankenhaus überweist. Dafür benötigt der privat Versicherte seine Chip-Karte (Klinik-Card). Der Patient muss sich somit um den Zahlungsvorgang nicht kümmern. Er erhält jedoch eine Kopie der Rechnung zur Kenntnisnahme. Anders als die Rechnungen für die Unterbringungskosten werden Rechnungen von Krankenhausärzten – wie Arztrechnungen aus ambulanten Behandlungen – hingegen an den Patienten gesendet.
Bei Wahlleistungen (s. Krankenhausbehandlung#Wahlleistungen) bekommt der Patient bei der Inanspruchnahme von ärztlichen Wahlleistungen einzelne Rechnungen von jedem Chefarzt/Wahlarzt, der an der Krankenhausbehandlung beteiligt war. Die Berechnung der ärztlichen, psychotherapeutischen und medizinischen Wahlleistungen richtet sich nach der Gebührenordnung für Ärzte (GOÄ). Handelt es sich um Rechnungen externer Wahlärzte (Ärzte, die von Wahlärzten im Krankenhaus, in dem sich der Patient befindet, beauftragt wurden), so müssen diese um 15 Prozent ermäßigt werden.

### Beihilfe
Eine Form der Grundsicherung stellt bei Beamten die Beihilfe dar, die einen Teil des Rechnungsbetrages erstattet. Die private Krankenversicherung übernimmt im Rahmen ihrer Tarifbestimmungen oft den verbleibenden Rest.
Der Beihilfeberechtigte reicht den Originalbeleg (Rechnung, Rezept etc.) bei der privaten Krankenversicherung und eine Kopie der Belege bei der Beihilfestelle ein. Versicherung und Beihilfestelle erstatten den jeweils entsprechenden Anteil an den Einreicher.

### Abtretung
Nach § 6 Abs. 6 der Musterbedingungen für die Krankheitskostenversicherung wird ausgeschlossen, dass die Ansprüche auf Versicherungsleistungen durch den Versicherungsnehmer (Privatpatient) abgetreten werden. Damit soll verhindert werden, dass der in Anspruch genommene Versicherer statt von seinem Versicherungsnehmer von einem oder mehreren anderen Gläubigern in Anspruch genommen wird, er also im Schadensfall das Vertragsverhältnis mit Dritten abwickeln und im Falle eines Prozesses die Zeugenstellung des Versicherungsnehmers hinnehmen muss.
Der privaten Krankenversicherung kann es jedoch aus Treu und Glauben (§ 242 BGB) verwehrt sein, sich auf das vereinbarte Abtretungsverbot zu berufen, wenn es nicht mehr von einem im Zweckbereich der Klausel liegenden Interesse gedeckt wird, etwa wenn ein nur subsidiär leistungspflichtiger Reiseversicherer aufgrund einer Verpflichtung zur Vorleistung für Krankheits- und Rücktransportkosten in Vorlage getreten ist oder wenn dem privatversicherten Patienten die Durchsetzung eines Schadensersatzanspruchs gegen den Arzt oder Krankenhausträger dadurch erschwert würde, dass er den Kostenerstattungsanspruch nicht an diese abtreten kann.
Soll der Kostenerstattungsanspruch des Privatversicherten an den Arzt, Psychotherapeuten oder Zahnarzt abgetreten werden, um eine direkte Abrechnung zwischen Arzt und Versicherung zu ermöglichen, muss wegen des vertraglichen Abtretungsverbots die Versicherung der Abtretung zustimmen.

### Gesetzlicher Forderungsübergang
Nach § 86 Abs. 1 Versicherungsvertragsgesetz (VVG) gilt: Hat ein Versicherungsnehmer einen Anspruch auf Ersatz eines Schadens gegen einen Dritten (in diesem Fall den Arzt, Psychotherapeuten oder Zahnarzt), geht dieser Ersatzanspruch auf die Versicherung über, wenn diese dem Versicherungsnehmer den Schaden ersetzt hat. Dies bedeutet, dass Ansprüche wegen einer behaupteten kunstfehlerhaften Behandlung auf den Versicherer übergehen können, da es sich insoweit um Schadensersatzansprüche handelt. Diese – gewissermaßen automatische – Abtretung kann gemäß § 399 BGB durch schriftliche Vereinbarung vor Behandlungsbeginn ausgeschlossen werden.
Juristisch umstritten ist, ob dieser „automatische“ Forderungsübergang auf die Versicherung auch für so genannte Bereicherungsansprüche gilt, die daraus resultieren, dass der Behandler angeblich nicht berechnungsfähige Aufwendungen bzw. Leistungen in Rechnung gestellt haben soll.

## Anzahl der Privatpatienten
Die Anzahl der Versicherten in der Privaten Krankenversicherung in Deutschland zum 30. Juni 2012:
| Privat Versicherte            | Anzahl     |
| ----------------------------- | ---------- |
| Vollversicherte               | 8,95 Mio.  |
| Zusatzversicherte             | 21,09 Mio. |
| davon: Zahn-Zusatzversicherte | 12,2 Mio.  |

Verteilung der privat Vollversicherten:
| Privatversicherte                 | Anteil |
| --------------------------------- | ------ |
| Beamte und Pensionäre             | 42 %   |
| Nichterwerbstätige (incl. Kinder) | 19,9 % |
| Selbstständige                    | 15,7 % |
| Angestellte                       | 11,6 % |
| Rentner                           | 7,5 %  |
| Studenten                         | 2,9 %  |
| Arbeitslose                       | 0,2 %  |

78 Prozent der privat Vollversicherten in der PKV liegen mit ihrem Einkommen unterhalb der Jahresarbeitsentgeltgrenze von 50.850 Euro pro Jahr. (Kinder wurden, da ohne Einkommen, nicht berücksichtigt.)

## Vorteile als Privatpatient
Vorteile des Privatpatienten sind von denen des Privatversicherten abzugrenzen.

### Privatpatient
- Den Selbstzahler erwartet oft eine bevorzugte terminliche Berücksichtigung.
- Für den Arzt bzw. Psychotherapeuten entfällt die Wirtschaftlichkeitsprüfung durch die gemeinsamen Prüfgremien der Krankenkassen und Kassenärztlichen bzw. Kassenzahnärztlichen Vereinigungen, und er kann ohne Einschränkung kollektiver Budgets die Medikamente und Anwendungen verschreiben und die Therapien anwenden, die er für zweckmäßig hält.
- Der Privatpatient kann auch Leistungen und Medikamente beanspruchen, die über den Rahmen des Leistungskatalogs der Gesetzlichen Krankenversicherung hinausgehen. (In Abhängigkeit vom gewählten Tarif können später ggf. Leistungen aus einem umfangreicheren Leistungskatalog (Tarifindividuell) erstattet werden)
- Tarifabhängig kann im Krankenhaus eine Chefarztbehandlung beansprucht werden.
- Tarif- und natürlich verfügbarkeitsabhängig kann im Krankenhaus eine Unterbringung im Einbett- oder Zweibettzimmer beansprucht werden.

### Privatversicherter
- Durch das Rückerstattungsprinzip sind die Kosten der Behandlungen für den Versicherten transparent (gesetzlich Versicherte können hingegen eine Patientenquittung erfragen).
- In Abhängigkeit vom gewählten Tarif sind möglich:

- Günstigere Versicherungsprämie bei Alleinstehenden im Vergleich zu den Krankenkassen (abhängig vom steuerbaren Einkommen).
- Umfangreichere Leistungen als im Rahmen der gesetzlichen Pflichtversicherung.

## Nachteile als Privatpatient
Nachteile des Privatpatienten sind von denen des Privatversicherten abzugrenzen.

### Privatpatient
- Die zeitlich befristete Vorfinanzierung des fälligen Rechnungsausgleichs zusammen mit den über die vertragliche Erstattung hinausgehenden Kosten (Arzthonorar, Psychotherapeutenhonorar, Physiotherapiebehandlung, Medikamente u. a.) ist eine neben dem laufenden Versicherungsbeitrag nicht zu unterschätzende finanzielle Belastung.
- Für über eine andere Person privat versicherte Angehörige (Ehepartner und Kinder) mag es im Einzelfall unerwünscht sein, dass der Hauptversicherte Kenntnis von medizinischen Behandlungen erhält, wenn ihm die Rechnungen zugeschickt werden.

### Privatversicherter
- Die Begleichung der Rechnung und die Beantragung der Erstattung erzeugen für den Privatversicherten einen größeren bürokratischen Aufwand. Stellt dies für eine Person, etwa einen Pflegebedürftigen, eine Überforderung dar, ergeben sich ggf. hohe Kosten (Mahngebühren und Säumniszuschläge oder auch verweigerte Rückerstattungen wegen versäumter Antragsfristen). Eventuell ist es vonnöten, die Aufgabe an einen Angehörigen oder einen Betreuer zu übertragen, der hierfür einer Kontovollmacht bedarf.
- Der privat Versicherte hat die Pflicht, zu überprüfen, ob die in den Arztrechnungen aufgeführten Leistungen tatsächlich durchgeführt wurden und ob die Rechnungen plausibel sind. Auf etwaige Ungereimtheiten muss er die Versicherung hinweisen; hat er leicht fahrlässig nicht bemerkt, dass nicht erbrachte Behandlungen abgerechnet wurden, muss er dafür gegebenenfalls noch Jahre später haften.[14]
- Kassenpatienten werden teilweise zusätzliche sogenannte „Individuelle Gesundheitsleistungen (IGeL)“ angeboten, deren Notwendigkeit oder gar Nutzen allerdings oft umstritten ist.[15]
- Leistungsausschlüsse bei Vorerkrankungen sind üblich.